# رتج زنكر

صورة توضح توضع الطعام في كيس في الجدار الخلفي للبلعوم

رتج زنكر (بالإنجليزية: Zenker's diverticulum)‏ أو الرتج البلعومي المريئي أو رتج المريء العلوي هو عبارة عن رتج يحدث عند التقاء البلعوم مع المريء، حيث تكون هذه المنطقة ضعيفة. ويكون رتج زنكر على شكل كيس، قد يحدث هذا الرتج نتيجة تناول لقمة طعامية مبالغ في حجمها، أو يحدث نتيجة تشوه معين مما يسبب تمزق في مخاطية البلعوم تسمح بتدلي الغشاء المخاطي في هذه المنطقة الضعيقة ضمن المسافة خلف البلعوم على شكل كيس يدعى: رتج زنكر, يشاهد غالباً عند الرجال بعد سن الخمسين, وسببه تقلص مصرة البلعوم السفلية على مصرة مريئية علوية لم تنفتح بالكامل أثناء البلع فيرتفع الضغط على مخاطية المريء ومع الوقت يحدث الانفتاق.

## مكان الإصابة
- بين معصرة البلعوم السفلية والعضلة الحلقية البلعومية
- بين العضلة الحلقية البلعومية والألياف الطولانية للمريء[3]

## الأعراض
- شعور بجسم أجنبي عند البلع وصعوبة في البلع حيث يمكن للطعام أن يبقى في هذا الكيس لعدة أيام مما يؤدي إلى امتلائه وإغلاقه جزئياً للسبيل الهضمي مما يسبب الإقياء
- ارتداد أطعمة غير مهضومة عند استلقاء المريض[4]
- إلعاب (فرط إفراز اللعاب)
- بخر فموي (رائحة فم كريهة) نتيجة تخمر المواد الطعامية ضمن الرتج
- نوب سعال واختناق ليلي عند الاستلقاء
- انتانات قصبية رئوية متكررة ناكسة ومعندة على العلاج.
- يكون أحياناً قابلا للجس إن كان اندفاعه باتجاه الجدار الجانبي للبلعوم.

## التشخيص
إما بالتصوير الشعاعي الظليل أو بالتنظير تحت الرؤية المباشرة.

## الاختلاطات
- انتانات قصبية ورئوية ناكسة
- بحة صوت ,تحدث عند انضغاط العصب الحنجري الراجع
- متلازمة كلود برنارد هورنر ,تحدث عند انضغاط الجذع الودي الرقبي ,يحدث فيها (انسدال جفن وتقبض حدقة وغؤور مقلة واضطراب تعرق)
- التهاب الرتج
- نزف ضمن الرتج
- انثقاب تلفائي للرتج

## العلاج
إذا كان الرتج عديم الأعراض يترك دون تدخل مع المراقبة ,إما عند وجود أعراض يكون العلاج جراحياً باستئصال هذا الكيس بالجراحة التقليدية أو بالجراحة التنظيرية.

## انظر ايضاً
1. رتج مريء متوسط.
2. رتج مريء سفلي.